# Дмитриј Коробов
Дмитриј Николајевич Коробов (рус. Дмитрий Николаевич Коробов — Новаполацк, 12. март 1989) професионални је белоруски хокејаш на леду који игра као нападач на позицијама центра.
Члан је сениорске репрезентације Белорусије за коју је на међународној сцени дебитовао на светском првенству 2009. године. 
Као играч Гомеља освојио је титулу првака Белорусије у сезони 2007/08.